# Gabriel M’Boa
Gabriel M’Boa (ur. ?) – środkowoafrykański lekkoatleta, długodystansowiec.
Podczas igrzysk olimpijskich w Meksyku (1968) zajął 13. miejsce w swoim biegu eliminacyjnym na 5000 metrów z czasem 17:33,0 i nie awansował do finału. Był to pierwszy występ reprezentanta Republiki Środkowoafrykańskiej w historii igrzysk olimpijskich.

## Rekordy życiowe
- Bieg na 5000 metrów – 15:24,6 (1962)